# Football Is Our Religion
«Football Is Our Religion» (рус. «Футбол — это наша религия») — танцевальная кантри песня шведской группы Rednex.
«Football Is Our Religion» является неофициальной песней Чемпионата Европы по футболу 2008, который состоялся в Австрии и Швейцарии в июне 2008 года.
На песню «Football Is Our Religion» снят видеоклип.  

## Список композиций
| #  | Название                                 | Продолжительность |
| -- | ---------------------------------------- | ----------------- |
| 1. | Football Is Our Religion (Single Mix)    | 3:34              |
| 2. | Football Is Our Religion (Extended Mix)  | 4:29              |
| 3. | Football Is Our Religion (Alex C. Remix) | 4:15              |
| 4. | Thank God I'm a Country Boy              | 3:00              |

## Позиции в чартах
| Страна   | Чарт (2008)          | Позиция |
| -------- | -------------------- | ------- |
| Швеция   | Sverigetopplistan    | 1       |
| Германия | Media Control Charts | 59      |